# Lucas Jakubczyk
Lucas Jakubczyk (né le 28 avril 1985 à Plauen) est un athlète allemand, spécialiste du sprint et du saut en longueur.

## Carrière
Il remporte la médaille d'argent sur relais 4 × 100 m lors des Championnats d'Europe d'athlétisme 2012.
Son record sur 100 m est de 10 s 20, à Bochum en 2012 qu'il porte à 10 s 07 à Clermont (Floride) le 10 mai 2014.
Le 2 août 2013 à Weinheim, il réalise sa meilleure course de la saison sur 100 m en 10 s 21 et court la première fraction du relais avec l'équipe allemande 1 en 38 s 13, meilleure performance européenne de l'année, avec Sven Knipphals, Julian Reus et Martin Keller.
Il porte son record personnel sur 100 m à 10 s 07 (+ 1,5 m/s) à Clermont (Floride) le 10 mai 2014. Lors des Championnats d'Europe d'athlétisme 2014, le 16 août 2014, il permet à l'équipe allemande du relais 4 x 100 m de réaliser 38 s 15, avec ses coéquipiers Alexander Kosenkow, Sven Knipphals et Julian Reus. Le lendemain, il remporte la médaille d'argent en 38 s 09.
Il remporte la médaille de bronze du relais 4 x 100 m lors des Championnats d'Europe, en courant la dernière fraction, avec ses coéquipiers Julian Reus, Sven Knipphals et Roy Schmidt, en 38 s 47 à Amsterdam. La veille, en série, l'Allemagne avait établi un temps de 38 s 25, son meilleur temps de la saison, avec Robert Hering à la place de Roy Schmidt.